# Saison 7 des Experts : Miami
Chronologie
Saison 6 des Experts : Miami Saison 8 des Experts : Miami
Cet article présente le guide des épisodes de la septième saison de la série télévisée Les Experts : Miami (CSI: Miami).

## Distribution de la saison

### Acteurs principaux
- David Caruso (VF : Bernard Métraux) : Horatio Caine
- Emily Procter (VF : Rafaèle Moutier) : Calleigh Duquesne
- Adam Rodríguez (VF : Cyrille Artaux) : l'inspecteur Eric Delko
- Jonathan Togo (VF : Valentin Merlet) : l'inspecteur Ryan Wolfe
- Rex Linn (VF : Jean-Pierre Bagot) : le sergent Frank Tripp
- Eva LaRue (VF : Anne Massoteau) : Natalia Boa Vista
- Megalyn Echikunwoke (VF : Ariane Aggiage) : Dr Tara Price[1],[2]

### Acteurs récurrents et invités
- Evan Ellingson (VF : Hervé Grull) : Kyle Harmon
- Elizabeth Berkley (VF : Françoise Cadol) : Julia Winston
- Christopher Redman (VF : David Van de Woestyne) : Michael Travers
- Wes Ramsey (VF : Michaël Aragones) : Dave Benton
- Boti Ann Bliss (VF : Céline Ronté) : Maxine Valera
- Sofia Milos : Yelina Salas (épisodes 1, 16 et 25)
- Kim Coates (VF : Gabriel Le Doze) : Ron Saris (épisodes 1, 21 et 24)
- Andrew Divoff (VF : Jean Barney) : Ivan Sarnoff (épisodes 4, 13, 19 et 25)
- Amy Laughlin (VF : Laura Blanc) : Erica Sikes (épisode 11)
- Sean Combs (VF : Jean-Paul Pitolin) : Derek Powell[3] (épisodes 15 et 16)
- David Lee Smith (VF : Gérard Sergue) : Rick Stetler (épisodes 21 et 24)
- David Keith : Evan Caldwell (épisode 1)
- Neil Jackson (VF : Laurent Morteau) : Paul Sanders (épisode 2)
- Aimee Garcia : Andrea Rinell (épisode 2)
- Gail O'Grady (VF : Martine Irzenski) : Rachel Marsh (épisode 3)
- Alaina Huffman : Cassandra Gray (épisode 4)
- Sarah Butler : Kim Walderman (épisode 5)
- Ashley Benson : Amy Beck (épisode 5)
- Dan Bucatinsky : Oscar Serino (épisode 5)
- Jolene Blalock : Feratelli Porter (épisode 5)
- Tim DeKay (VF : Pierre Tessier) : William Campbell (épisode 6)
- Devon Graye : Noah Campbell (épisode 6)
- Lucy Lawless : Audrey Yates (épisode 7)
- Vanessa Branch : Lisa Radley (épisode 7)
- Teri Polo : Jill Walsh (épisode 8)
- Steven R. McQueen : Keith Walsh (épisode 8)
- Alexandra Holden : Carla Hoyle (épisode 8)
- Naya Rivera : Rachel Calvado (épisode 9)
- James Urbaniak : Max Paulson (épisode 9)
- Jon Seda (VF : Damien Ferrette) : Hector Salazar (épisode 11)
- Michael Copon : Walter Leeson (épisode 12)
- Josh Hopkins : Mark Gentry (épisode 13)
- Brian Van Holt : Terrance Chase (épisode 13)
- Josh Stewart (VF : Laurent Maurel) : Colin Astor (épisode 14)
- Chad Coleman : Kevin Landau (épisode 14)
- Khandi Alexander (VF : Annie Milon) : Dr Alexx Woods (épisode 14)
- Lisa Vidal : Partricia Busick (épisode 15)
- Nicholas Gonzalez : Alfonso Reyes (épisode 15)
- Danneel Harris : Abby Dawson (épisode 16)
- Ella Thomas : Nadine Alcott (épisode 16)
- Aimee Teegarden : Brianna Faber (épisode 17)
- Kelly Rowan : Katherine Faber (épisode 17)
- Jaimie Alexander : Jenna York (épisode 18)
- Seth Gilliam : Aaron Nolan (épisode 18)
- Joe Manganiello : Tony Ramirez (épisode 19)
- David Zayas : Ben Porterson (épisode 20)
- Kevin Rahm (VF : Pierre Tessier) : Sean Lofti (épisode 21)
- James Patrick Stuart : Steven Corbett (épisode 21)
- Amelia Heinle (VF : Nathalie Gazdik) : Elizabeth Corbett (épisode 21)
- Brooke Burns : Bonnie Galinetti et Marni Reeger (épisode 21)
- Jake Thomas (VF : Yoann Sover) : Lucas Galinetti (épisode 21)
- Kelly Overton (VF : Ingrid Donnadieu) : Kaitlin Sawyer / Marjorie Kemp (épisode 22)
- Adrianne Palicki : Marisa Dixon (épisode 22)
- Diedrich Bader : Myles Martini (épisode 22)
- Marguerite MacIntyre (VF : Martine Irzenski) : Deborah Emerson (épisode 23)
- Theo Rossi : Jimmy Castigan (épisode 24)
- Jeff Fahey : Allen Pierce (épisode 24)
- Walton Goggins : Sean Echols (épisode 24)
- Brian Austin Green : Anthony Green (épisode 25)
- Tamlyn Tomita : Sarah Fordham (épisode 25)

## Liste des épisodes
1. Avec ou sans lui
2. Têtes brûlées
3. La dernière séance
4. Tous les coups sont permis
5. Sous toutes les coutures
6. Promesse non tenue
7. Le Chéri de ces dames
8. Alerte enlèvement
9. Aveuglés
10. Motel Deluca
11. L'autre alternative
12. Trou de mémoire
13. Hors course
14. Corps en détresse
15. L'avocat du diable
16. L'arrache-cœur
17. L'Espion qui les aimait
18. Dernier voyage
19. Les Cibles
20. M. Wolfe pris au piège
21. Copies non conformes
22. L'Épouse de ses rêves
23. Dans l'engrenage
24. Totale dissolution
25. La Guerre froide

### Épisode 1:Avec ou sans lui
- États-Unis /  Canada : 22 septembre 2008 sur CBS / CTV[4]
- Suisse : 22 mars 2009 sur TSR1
- France : 16 juin 2009 sur TF1
- Québec : 30 août 2010 sur Séries+[5]

- États-Unis : 17,23 millions de téléspectateurs[6] (première diffusion)
- France : 7,59 millions de téléspectateurs[7] (première diffusion)

- Evan Ellingson (Kyle Harmon)
- Elizabeth Berkley (Julia Winston)
- Sofia Milos (Yelina Salas)
- Kim Coastes (Ron Saris)
- Boti Ann Bliss (Valera)
- Johnny Whitworth (Jake Berkeley)
- Kurt Long (Thomas Wellner)
- David Keith (Agent Evan Caldwell de l'ATF)
- Jose Zuniga (Juan Ortega)
- Saul Huezo (Miguel Diaz)
- Alex Solowitz (Todd Keener)
- Helena Barrett (Femme)
- Keith Chandler (Garde du fourgon)
- Christopher Goodman (Conducteur du fourgon)

### Épisode 2:Têtes brûlées
- États-Unis /  Canada : 29 septembre 2008
- Suisse : 22 mars 2009 sur TSR1
- France : 23 juin 2009 sur TF1
- Québec : 6 septembre 2010 sur Séries+

- États-Unis : 14,35 millions de téléspectateurs[8] (première diffusion)
- France : 7,67 millions de téléspectateurs[9] (première diffusion)

- Evan Ellingson (Kyle Harmon)
- Jake McLaughlin (Sam Laughlin)
- Aimee Garcia (Andrea Rinell)
- Neil Jackson (Paul Sanders)
- Akie Kotabe (Johnny Young)
- Michael Trotter (Dan Granger)
- Wesley Jonathan (Ross Nelson)
- Anastasia Ganias (Blond Co-ed)
- Georgie Flores (Magdalena Branco)

### Épisode 3:La dernière séance
- États-Unis /  Canada : 6 octobre 2008
- Suisse : 29 mars 2009 sur TSR1
- France : 23 juin 2009 sur TF1
- Québec : 13 septembre 2010 sur Séries+

- États-Unis : 13,88 millions de téléspectateurs[10] (première diffusion)
- Canada : 2,145 millions de téléspectateurs[11] (première diffusion)
- France : 7,67 millions de téléspectateurs[9] (première diffusion)

- Evan Ellingson (Kyle Harmon)
- Boti Ann Bliss (Valera)
- Gail O'Grady (Dr Rachel Marsh)
- Ayla Kell (Chelsea Marsh)
- Brett Davern (Justin Marsh)
- Bradford Tatum (Nick Burnham)
- Chelsea Ricketts (Allison O'Connor)
- Omari Hardwick (Eddie Dashell)
- Golden Brooks (Pam Dashell)
- Christian Pikes (Corey Dashell)
- Jesse Lee Soffer (Shane Huntington)
- Christopher Redman (Michael Travers)

### Épisode 4:Tous les coups sont permis
- États-Unis /  Canada : 13 octobre 2008
- Suisse : 29 mars 2009 sur TSR1
- France : 30 juin 2009 sur TF1
- Québec : 20 septembre 2010 sur Séries+

- États-Unis : 13,22 millions de téléspectateurs[12] (première diffusion)
- France : 6,82 millions de téléspectateurs[13] (première diffusion)

- Evan Ellingson (Kyle Harmon)
- Boti Ann Bliss (Valera)
- Derek Mears (Jason Weller)
- Ivan Sergei (Greg Donner)
- Andrew Divoff (Ivan Sarnoff)
- Alaina Huffman (Cassandra Gray)
- Aaron Hill (Andrew Brodsky)
- Marcus Lavoi (Vince Kosolov)
- Mark Collier (Daniel Nash)
- Maite Schwartz (Kaylee Westmore)
- Christopher Redman (Michael Travers)
- Shawn Huff (Susan Madden)
- Andy Dylan (Nathan Madden)

### Épisode 5:Sous toutes les coutures
- États-Unis /  Canada : 20 octobre 2008
- Suisse : 5 avril 2009 sur TSR1
- France : 30 juin 2009 sur TF1
- Québec : 27 septembre 2010 sur Séries+

- États-Unis : 13,51 millions de téléspectateurs[14] (première diffusion)
- France : 6,72 millions de téléspectateurs[13] (première diffusion)

- Evan Ellingson (Kyle Harmon)
- Elizabeth Berkley (Julia Winston)
- Boti Ann Bliss (Valera)
- Sarah Butler (Kim Walderman)
- Ashley Benson (Amy Beck)
- Dan Bucatinsky (Oscar Serino)
- Jolene Blalock (Feratelli Porter)
- Larry Poindexter (Leonard McBride)
- Derek Webster (Robert Langley)
- Chad Allen (Stan Carlyle/Barry)
- Samantha Quan (Jane Bartlett)
- Schuyler Yancey (Officier Drass)

### Épisode 6:Promesse non tenue
- États-Unis /  Canada : 3 novembre 2008
- Suisse : 5 avril 2009 sur TSR1
- France : 7 juillet 2009 sur TF1
- Québec : 4 octobre 2010 sur Séries+[15]

- États-Unis : 12,74 millions de téléspectateurs[16] (première diffusion)
- Canada : 1,859 million de téléspectateurs[17] (première diffusion)
- France : 5,822 millions de téléspectateurs[18] (première diffusion)

- Boti Ann Bliss (Valera)
- Samantha Quan (Jane Bartlett)
- James Russo (Joey Salucci)
- Tim DeKay (William Campbell)
- Melinda McGraw (Beth Campbell)
- Devon Graye (Noah Campbell)
- Josh Pence (AJ Watkins)
- Zach McGowan (Kurt Greenfield)
- Joe Penny (Travis Drake)
- Tom Pelphrey (Mick Renaldo)

### Épisode 7:Le Chéri de ces dames
- États-Unis : 10 novembre 2008
- Suisse : sur TSR1
- France : 7 juillet 2009 sur TF1
- Québec : 18 octobre 2010 sur Séries+[19]

- États-Unis : 13,82 millions de téléspectateurs[20] (première diffusion)
- France : 5,454 millions de téléspectateurs[18] (première diffusion)

- Boti Ann Bliss (Valera)
- Samantha Quan (Jane Bartlett)
- Andrew Walker (Steve Howell)
- Wendy Glenn (Christina Dodd)
- James MacDonald (Dan Becks)
- Lucy Lawless (Audrey Yates)
- Shalim Ortiz (Mario Vega)
- Vanessa Branch (Lisa Radley)
- Jenna Gavigan (Martha)
- Charlie Bodin (Andrew)
- Marcos DeSilvas (Gérant de l'hôtel)
- Greg Hain (Golfeur)

### Épisode 8:Alerte enlèvement
- États-Unis : 17 novembre 2008
- Suisse : sur TSR1
- France : 14 juillet 2009 sur TF1
- Québec : 25 octobre 2010 sur Séries+

- États-Unis : 15,46 millions de téléspectateurs[21] (première diffusion)
- France : 6,62 millions de téléspectateurs[22] (première diffusion)

- Teri Polo (Jill Walsh)
- Mark Humphrey (Stuart Walsh)
- Steven R. McQueen (Keith Walsh)
- Peter Porte (Brad Garland)
- Bradley Snedeker (Marty Ellis)
- Alexandra Holden (Carla Hoyle)
- Mario Prado Jr. (Rodrigo Sanchez)
- Charles Parnell (Agent Jacobs du FBI)
- Robert Patteri (Homme)
- Stacy Ransom (Femme)
- Lak Rana (Technicien du FBI)
- Ismail Bashey (Gérant du Restaurant)

### Épisode 9:Aveuglés
- États-Unis : 24 novembre 2008
- Suisse : sur TSR1
- France : 14 juillet 2009 sur TF1
- Québec : 1er novembre 2010 sur Séries+

- États-Unis : 14,33 millions de téléspectateurs[23] (première diffusion)
- France : 6,39 millions de téléspectateurs[22] (première diffusion)

- Boti Ann Bliss (Maxine Valera)
- Shanna Collins (Jessica Davis)
- Jamie Thomas King (Dennis Chilton)
- Malik Yoba (Reggie Mastow)
- James Urbaniak (Max Paulson)
- Courtney Hope (Kathy Meyers)
- J. P. Pitoc (Tim Erickson)
- Naya Rivera (Rachel Calvado)

### Épisode 10:Motel Deluca
- États-Unis : 8 décembre 2008
- Suisse : sur TSR1
- France : 21 juillet 2009 sur TF1
- Québec : 8 novembre 2010 sur Séries+

- États-Unis : 13,79 millions de téléspectateurs[24] (première diffusion)
- France : 6,88 millions de téléspectateurs[25] (première diffusion)

- Kayla Mae Maloney (Linda Bowen)
- Matt Funke (Neil Scofield)
- J.R. May (Seth Copeland)
- Corin Nemec (Carl Reston)
- Nicki Aycox (Molly Reston)
- Jordi Vilasuso (Enrico Moldano)
- Raya Meddine (Kate Hawkes)
- Adriana Barraza (Carmen Delko)
- Isabella Hofmann (Dorothy Frost)
- Anthony Nacarato (Barman)
- Katie Gill (Sheila)
- Ryan Caltagirone (Homme)

### Épisode 11:L'autre alternative
- États-Unis : 15 décembre 2008
- Suisse : 19 juillet 2009 sur TSR1
- France : 28 juillet 2009 sur TF1
- Québec : 15 novembre 2010 sur Séries+

- États-Unis : 14,56 millions de téléspectateurs[26] (première diffusion)
- France : 5,978 millions de téléspectateurs[27] (première diffusion)

- Boti Ann Bliss (Valera)
- Amy Laughlin (Erica Sikes)
- Carlos Reig-Plaza (Michael Olvera)
- Jon Seda (Hector Salazar)
- Cara Santana (Yolanda Ramos)
- Jullian Dulce Vida (Raphael Vargas)
- Michelle Bonilla (Gloria Nunez)
- Connor DiLiberto (Mateo Nunez)
- Shahine Ezell (Freddie Granada)
- Ric Sarabia (Darryl Broadman)
- Alexy Skuby (Ricky Moore)
- Amin Joseph (Garde de Securité)
- Marcelo Turbet (Directeur du funérarium)

### Épisode 12:Trou de mémoire
- États-Unis /  Canada : 12 janvier 2009
- Suisse : 26 juillet 2009 sur TSR1
- France : 4 août 2009 sur TF1
- Québec : 22 novembre 2010 sur Séries+

- États-Unis : 15,83 millions de téléspectateurs[28] (première diffusion)
- Canada : 2,067 millions de téléspectateurs[29] (première diffusion)
- France : 6,68 millions de téléspectateurs[30] (première diffusion)

- Boti Ann Bliss (Valera)
- Christopher Redman (Michael Travers)
- Thomas Guiry (Doug Benson)
- Laird Macintosh (Mitch Crawford)
- Glenn Powell, Jr. (Logan Crawford)
- Brian White (Kurt Sabin)
- Michael Copon (Walter Leeson)
- Ernest Waddell (Officier)
- Sandra Vergara (Femme sexy)

### Épisode 13:Hors course
- États-Unis /  Canada : 19 janvier 2009
- Suisse : 2 août 2009 sur TSR1
- France : 11 août 2009 sur TF1
- Québec : 29 novembre 2010 sur Séries+

- États-Unis : 14,58 millions de téléspectateurs[31] (première diffusion)
- Canada : 1,981 million de téléspectateurs[32] (première diffusion)
- France : 6,33 millions de téléspectateurs[33] (première diffusion)

- Christopher Redman (Michael Travers)
- Andrew Divoff (Ivan Sarnoff)
- Samantha Quan (Jane Bartlett)
- Tanner Blaze (Billy Gantry)
- Lewis Smith (Robert Banyon)
- Graham Beckel (Wayne Tully)
- Josh Hopkins (Mark Gentry)
- Brian Van Holt (Terrance Chase)
- Gary Grubbs (Jack Murphy)
- James Madio (Scott Aguilar)
- Elizabeth Bond (Colleen Flanagan)
- James Ryen (Policier en uniforme)

### Épisode 14:Corps en détresse
- États-Unis : 2 février 2009
- Suisse : 9 août 2009 sur TSR1
- France : 18 août 2009 sur TF1
- Québec : 6 décembre 2010 sur Séries+

- États-Unis : 16,10 millions de téléspectateurs[34] (première diffusion)
- France : 5,88 millions de téléspectateurs[35] (première diffusion)

- Khandi Alexander (Dr Alexx Woods)
- Peter Lavin (Dr Donald Phelps)
- Stephen Martines (Jeff Peralta)
- Joleigh Fioravanti (Kristen Peralta)
- Josh Stewart (Colin Astor)
- Fredro Starr (Ricky Gannon)
- Elizabeth Ann Bennett (Teresa Vance)
- Kim Hawthorne (Wendy Kramer)
- Chad L. Coleman (Kevin Landau)
- Jonny Siew (Technicien des urgences)
- Gina Sorell (Infirmière phlébologue)

### Épisode 15:L'avocat du diable
- États-Unis /  Canada : 9 février 2009
- Suisse : 9 août 2009 sur TSR1
- France : 1er septembre 2009 sur TF1
- Québec : 13 décembre 2010 sur Séries+[36]

- États-Unis : 13,81 millions de téléspectateurs[37] (première diffusion)
- Canada : 1,71 million de téléspectateurs[38] (première diffusion)
- France : 7,79 millions de téléspectateurs[39] (première diffusion)

- Sean Combs (Derek Powell)
- Chris Wiehl (Kevin Sheridan)
- Nicholas Gonzalez (Alfonso Reyes)
- Christian Pitre (Lindsay Garland)
- Scott Klace (Paul Garland)
- Jim Pirri (en) (Juge Gregory Thorpe)
- Rachel Miner (Tammy Witten)
- Michael Duvert (Andy Durbin)
- Lisa Vidal (Patricia Busick)
- Ron Eckert (Jury Foreman)
- Brian Lloyd (Officier)
- Paul Haber (Docteur)

### Épisode 16:L'arrache-cœur
- États-Unis /  Canada : 2 mars 2009
- Suisse : 16 août 2009 sur TSR1
- France : 1er septembre 2009 sur TF1
- Québec : 3 janvier 2011 sur Séries+[40]

- États-Unis : 13,42 millions de téléspectateurs[41] (première diffusion)
- Canada : 1,622 million de téléspectateurs[42] (première diffusion)
- France : 7,72 millions de téléspectateurs[39] (première diffusion)

- Evan Ellingson (Kyle Harmon)
- Sean Combs (Derek Powell)
- Sofia Milos (Yelina Salas)
- Scott Klace (Paul Garland)
- Christopher Redman (Michael Travers)
- Rade Šerbedžija (Alexander Sharova)
- Ella Thomas (Nadine Alcott)
- Danneel Harris (Abby Dawson)
- Johnny Messner (Ken Taber)
- Mark Ivanir (Gregor Kasparov)
- Michael Rodrick (Jack Ladner)
- Karen Austin (Juge Stets)
- Ben Cain (Leonard)
- Francisco Vivana (Agent de l'ICE)
- Allen Haff (Invité du Yacht #1)
- Jason Graham (Invité du Yacht #2)

### Épisode 17:L'Espion qui les aimait
- États-Unis /  Canada : 9 mars 2009
- Suisse : 16 août 2009 sur TSR1
- France : 18 août 2009 sur TF1
- Québec : 10 janvier 2011 sur Séries+

- États-Unis : 14,22 millions de téléspectateurs[43] (première diffusion)
- Canada : 1,615 million de téléspectateurs[44] (première diffusion)
- France : 6,39 millions de téléspectateurs[35] (première diffusion)

- Evan Ellingson (Kyle Harmon)
- Elizabeth Berkley (Julia Winston)
- Christopher Redman (Michael Travers)
- Christa Miller (Amy Lansing)
- Andrew James Allen (Heath Lansing)
- Bruce Thomas (Roger Lansing / Trent Faber)
- Kelly Rowan (Katherine Faber)
- Aimee Teegarden (Brianna Faber)
- Peter Paige (Glenn Wagner)
- Wes Ramsey (Dave Benton)
- Cliff Weissman (Walter Pipkin)
- Jennie Ford (Melia)

### Épisode 18:Dernier voyage
- États-Unis : 16 mars 2009
- Suisse : sur TSR1
- France : 25 août 2009 sur TF1
- Québec : 17 janvier 2011 sur Séries+

- États-Unis : 13,61 millions de téléspectateurs[45] (première diffusion)
- France : 7,2 millions de téléspectateurs[46] (première diffusion)

- Evan Ellingson (Kyle Harmon)
- Boti Ann Bliss (Maxine Valera)
- Chris Redman (Michael Travers)
- Wes Ramsey (Dave Benton)
- Michelle Pierce (Suzanne Grady)
- Tom Parker (Grant Lawson)
- Sarah Buxton (Carolyn Morrow)
- Seth Gilliam (Aaron Nolan)
- Jaimie Alexander (Jenna York)
- Nathan Baesel (Marvin Duffy)
- Johnny Palermo (Louie Clayton)
- David Thomas Jenkins (Russell Webb)
- Kimberly Huie (Molly)
- David Thomas Jenkins (Zach)

### Épisode 19:Les Cibles
- États-Unis : 23 mars 2009
- Suisse : sur TSR1
- France : 8 septembre 2009 sur TF1
- Belgique : 6 septembre 2009 sur RTL-TVI
- Québec : 24 janvier 2011 sur Séries+

- États-Unis : 13,67 millions de téléspectateurs[47] (première diffusion)
- France : 7,89 millions de téléspectateurs[48] (première diffusion)

- Evan Ellingson (Kyle Harmon)
- Chris Redman (Michael Travers)
- Andrew Divoff (Ivan Sarnoff)
- Judy Marte (Megan Hamilton)
- Steven Brand (Patrick Garrety)
- Ashley Scott (Zoe Belle)
- Joe Manganiello (Tony Ramirez)
- Rob Kerkovich (Cameron West)
- Michael Khmourov (Sergei Patrenko)
- Christie Herring (Mindy Simms)
- Katherine Schmoke (Allison)
- Jessica Manuel (Urgentiste #1)
- Randy Evans (Urgentiste #2)

### Épisode 20:M. Wolfe pris au piège
- États-Unis /  Canada : 30 mars 2009
- Suisse : sur TSR1
- France : 8 septembre 2009 sur TF1
- Belgique : 6 septembre 2009 sur RTL-TVI
- Québec : 31 janvier 2011 sur Séries+

- États-Unis : 13,46 millions de téléspectateurs[49] (première diffusion)
- Canada : 1,941 million de téléspectateurs[50] (première diffusion)
- France : 7,65 millions de téléspectateurs[48] (première diffusion)

- Wes Ramsey (Dave Benton)
- Josh Hopkins (Mark Gantry)
- Tanner Blaze (Billy Gantry)
- J. Downing (Ian Warner)
- Emily Foxler (Cynthia Lang)
- Aaron Behr (Jim Colton)
- David Zayas (Ben Porterson)
- Dimitrie Diatchenko (Andrei)
- Miguel Najera (Principal Jennings)

### Épisode 21:Copies non conformes
- États-Unis /  Canada : 13 avril 2009
- Suisse : sur TSR1
- France : 22 septembre 2009 sur TF1
- Québec : 7 février 2011 sur Séries+

- États-Unis : 13,39 millions de téléspectateurs[51] (première diffusion)
- France : 7,15 millions de téléspectateurs[52] (première diffusion)

- Evan Ellingson (Kyle Harmon)
- Elizabeth Berkley (Julia Winston)
- Kim Coates (Ron Saris)
- Christopher Redman (Michael Travers)
- Wes Ramsey (Dave Benton)
- David Lee Smith (Rick Stetler)
- Paul Keely (Dr Ethan Reeger)
- Paulina Olyszynski (Lauren Reeger)
- Kevin Rahm (Dr Sean Loftin)
- James Patrick Stuart (Steven Corbett)
- Amelia Heinle (Elizabeth Corbett)
- Brooke Burns (Bonnie Galinetti / Marni Reeger)
- Jake Thomas (Lucas Galinetti)
- Marinda Kaha (Marika Dupont)
- Steve Byers (Tyler Marr)
- Kate French (Rita)
- Bernardo Badillo (George)

### Épisode 22:L'Épouse de ses rêves
- États-Unis /  Canada : 27 avril 2009
- Suisse : sur TSR1
- France : 29 septembre 2009 sur TF1
- Québec : 14 février 2011 sur Séries+

- États-Unis : 12,12 millions de téléspectateurs[53] (première diffusion)
- Canada : 1,603 million de téléspectateurs[54] (première diffusion)
- France : 8,13 millions de téléspectateurs[55] (première diffusion)

- Evan Ellingson (Kyle Harmon)
- Boti Ann Bliss (Valera)
- Christopher Redman (Michael Travers)
- Diedrich Bader (Myles Martini)
- Kelly Overton (Kaitlin Sawyer / Marjorie Kemp)
- Jordan Belfi (Neil Palmer)
- Adrianne Palicki (Marisa Dixon)
- Austin Highsmith (Grace Carlson)
- Mike Pniewski (Russell Keener)
- Russell Richardson (Cody Barton)
- Joy Leslie (Erica Zabel)
- Tiffany Brouwer (Serveuse de cocktails)

### Épisode 23:Dans l'engrenage
- États-Unis /  Canada : 4 mai 2009
- Suisse : sur TSR1
- France : 6 octobre 2009 sur TF1
- Québec : 21 février 2011 sur Séries+

- États-Unis : 13,72 millions de téléspectateurs[56] (première diffusion)
- Canada : 1,852 million de téléspectateurs[57] (première diffusion)
- France : 7,76 millions de téléspectateurs[58] (première diffusion)

- Evan Ellingson (Kyle Harmon)
- Wes Ramsey (Dave Benton)
- Rob Kerkovich (Cameron West)
- Edward Edwards (en) (Warren Emerson)
- Marguerite MacIntyre (Deborah Emerson)
- Drew Tyler Bell (Steve Emerson)
- Sprague Grayden (Tonya Rush)
- Nikki Hahn (Maggie Rush)
- Kamar de los Reyes (Jason Hurst)
- Billoah Greene (Charles Porter)
- Trevor Peterson (Ken Jarvik)
- Gizza Elizondo (Yvette Cervantes)
- Jasmine Dustin (Raquel Dominguez)
- Frank Gallegos (Caissier)
- Puja Mohindra (Ambulancière)

### Épisode 24:Totale dissolution
- États-Unis : 11 mai 2009
- Suisse : 13 septembre 2009 sur TSR1
- France : 13 octobre 2009 sur TF1
- Québec : 28 février 2011 sur Séries+

- États-Unis : 13,59 millions de téléspectateurs[59] (première diffusion)
- France : 8,42 millions de téléspectateurs[60] (première diffusion)

- Evan Ellingson (Kyle Harmon)
- Elizabeth Berkley (Julia Winston)
- Kim Coates (Ron Saris)
- David Lee Smith (Rick Stetler)
- Christopher Redmond (Michael Travers)
- Theo Rossi (Jimmy Castigan)
- Walton Goggins (Sean Echols)
- Laura Allen (Sandra Moore)
- Brian Avery (Bill Moore)
- Jeff Fahey (Allen Pierce)
- Karen Austin (juge Stets)
- Kevin Thoms (Pete Bishop)
- J. Anthony Pena (Carlos)
- Kym Stys (Rebecca Barnett)
- McKay Stewart (Walter Barnett)
- Justin Wilczynski (Skater)

### Épisode 25:La Guerre froide
- États-Unis : 18 mai 2009
- Suisse : sur TSR1
- France : 13 octobre 2009 sur TF1
- Québec : 7 mars 2011 sur Séries+[61]

- États-Unis : 14,20 millions de téléspectateurs[62] (première diffusion)
- France : 8,25 millions de téléspectateurs[60] (première diffusion)

- Sofia Milos (Yelina Salas)
- Andrew Divoff (Ivan Sarnoff)
- Rade Šerbedžija (Alexander Sharova)
- Mark Ivanir (Gregor Kasparov)
- Vicellous Shannon (Todd Harris)
- Ben Bray (Nathan Bertram)
- Ryan Scharoun (Officier Miller)
- Brian Austin Green (Anthony Green)
- Tamlyn Tomita (Dr Sarah Fordham)
- Boris Kievski (Jacob Yarovski)
- Yevgeniy Kartashov (Peter Morenko)
- Malcolm Foster Smith (Garde armé)
- John Dugan (Officier débutant)